# Tomostethus multicinctus
Tomostethus multicinctus är en stekelart som först beskrevs av Sievert Allen Rohwer.  Tomostethus multicinctus ingår i släktet Tomostethus och familjen bladsteklar. Inga underarter finns listade i Catalogue of Life.